# Български бежански въпрос
Бежанският въпрос е национален и социално-политически въпрос в България.
Той възниква в резултат на масовия приток на българи бежанци от Македония, Източна и Западна Тракия, Добруджа и Западните покрайнини, останали вън от пределите на свободната българска държава след ревизирането на Санстефанския мирен договор от 1878 г. от западноевропейските велики сили и последвалите Букурещки мирен договор от 1913 г., Цариградски договор от 1913 г. и Ньойския мирен договор от 1919 г.

## Първа бежанска вълна (1878 – 1879 г.)
Първият приток от български бежанци пристига в страната през 1878 – 1879 г. след изтеглянето на руските войски от южните български земи и потушаването на Кресненско-Разложкото въстание 1878 – 1879 г. Бежанците тогава са над 15 000 души.

## Втора бежанска вълна (1903 г.)
Извършеното през 1885 г. Съединение на Източна Румелия с Княжество България става повод за рязка промяна в отношението на османското правителство към многобройното българско население, живеещо в Източна Тракия. В отговор на някои акции, предприемани от Вътрешната македоно-одринска революционна организация в Одринско, местното българско население е подлагано на жесток терор, което принуждавало немалка част от него да търси спасение в България. След неуспешния край на Илинденско-Преображенското въстание от 1903 г., страната е залята от нова голяма бежанска маса от Македония и Одринско. До избухването на Балканската война през 1912 – 1913 г. броят на бежанското население в България възлиза на около 120 000 души.

## Трета бежанска вълна (1913 – 1923 г.)
Нов, още по-голям приток от български бежанци идва от територията на съседните балкански страни след военния погром на България в Междусъюзническата война от 1913 г. и Първата световна война от 1914 – 1918 г.
При подписване на Ньойския мирен договор през 1919 г., Гърция, с помощта на западните съглашенски сили, налага на България и т. нар. конвенция за „доброволно“ изселване на населението между двете държави. След поражението на гръцката армия в Мала Азия през есента на 1922 г., атинското правителство забравя за тази спогодба и прогонва насилствено от Западна Тракия огромен брой българско население. Спогодбата Моллов - Кафандарис от 1927 г. само оформя това положение.

## Четвърта бежанска вълна (1940 г.)
Последната значителна вълна от бежанци пристига в България след връщането на Южна Добруджа през 1940 г. По силата на последвалия Крайовски договор 1940 г. през есента от Северна Добруджа са изселени принудително около 70 000 души българи.
Положението на бежанското население в България е твърде тежко. Поради липса на средства българските правителства не са в състояние да му осигурят сносни условия за живот. Сключеният през 1926 г. бежански заем не довежда до съществена промяна на неговото социално-икономическо положение.